# La última aventura (novela)
La última aventura es una novela de Francisco Domene publicada en 1992.

## Argumento
Ana se encuentra en las excavaciones del palacio de Cnosos, en Creta, como miembro de la expedición que dirige el profesor Durrell. Una noche, después de un seísmo, Ana decide comprobar los daños producidos en el palacio y luego informar al profesor, pero Durrell está muerto, la caja fuerte descerrajada y su interior vacío. Así comienza su última aventura. La acción se desarrolla en un tiempo lineal, aunque a veces se produce un momento de analepsis que destaca algunos hechos del pasado. Es literatura juvenil, actualmente con una gran repercusión.
- Datos: Q21574111